# Mummies op Morotari
Mummies op Morotari is een  stripverhaal uit de reeks van Jerom.

## Locaties
Dit verhaal speelt zich af op de volgende locaties:
- kasteel van Morotari, bunker

## Personages
In dit verhaal spelen de volgende personages mee:
- Jerom, professor Barabas, tante Sidonia, Odilon, president Arthur, leden Morotari, professor Rosarius, vrachtwagenchauffeur, mummies, dame in strijdwagen, man,

## Het verhaal
Professor Rosarius keert terug van een expeditie in Egypte en er wordt een feest gegeven op de Morotari-burcht. Rosarius vertelt dat hij een begraafplaats met drie mummies heeft blootgelegd. Hij laat de mummies naar de burcht vervoeren. Niemand weet dat de vrachtwagen met de mummies door een helikopter van de weg is geplukt en een identieke vrachtwagen de sarcofagen aflevert. De sarcofagen en mummies worden naar een torenkamer gebracht. Rosarius vertelt dat hij in Egypte heeft gehoord dat de mummies bij volle maan tot leven komen door Ka, een zwervende godin. Odilon en Jerom houden de wacht en tante Sidonia ziet via het beeldscherm dat er een Egyptische dame op een strijdwagen bij de slotgracht staat. Jerom en president Arthur volgen de strijdwagen en later komen ook tante Sidonia, professor Barabas en Rosarius in een auto te hulp. De dame verdwijnt en dan beseft iedereen zich dat Odilon alleen achtergebleven is bij de mummies.
In de burcht zien ze dat Odilon slaapt, maar hij vertelt dat een ander lid van Morotari de wacht heeft overgenomen. Odilon vindt een stukje verband in de keuken en Rosarius beseft dat de mummies rondgelopen hebben. Jerom en Odilon gaan op zoek naar de strijdwagen en vliegen met de motor rond in de omgeving. De volgende nacht opent een sarcofaag en de mummie gooit een bolletje richting professor Barabas en professor Rosarius, die de wacht houden. De beide professoren vallen meteen in slaap en de mummies lopen rond. Odilon en Jerom hebben de dame met de strijdwagen weer gezien, maar Odilon valt van de motor. Als hij bij de burcht terug komt, ziet hij een enorme berg zand en wordt door een mummie gegrepen. Als Jerom later terugkomt, is de burcht hermetisch gesloten. Er hangt een briefje van de mummies aan de poort; Jerom moet buiten blijven, want ze hebben zijn vrienden in hun macht. 
Odilon ziet dat de mummies een gang graven onder de vloer van de burcht. Ze gooien het zand uit het raam en daardoor is de berg ontstaan. Jerom ziet de berg zand ook en bedenkt dat de mummies een gang naar de andere toren graven. Daar is een brandkast met het geld dat Morotari voor UNICEF heeft ingezameld. De mummies laden de buit in de vrachtwagen die bestuurd wordt door de mysterieuze vrouw die eerder in de strijdwagen zat. Ze rijden weg naar een verlaten bunker. Daar wordt de kist geopend en de boeven ontdekken dat Jerom zich daar in had verstopt. De boeven worden met de windsels vastgebonden en de vrouw bekend dat zij het plan heeft bedacht. Jerom hoort dat de echte mummies in een vrachtwagen zitten. Deze vrachtwagen staat achter de bunker. Jerom ziet twee identieke vrachtwagens en brengt ze beide naar de Morotari-burcht. De boeven zet hij onderweg uit de auto bij de politie. Professor Rosarius is blij de echte mummies weer te zien en Jerom zet ze weer in de vrachtwagen. De leden van Morotari zijn blij dat ze van de griezelige dingen zijn verlost en professor Rosarius rijdt met de mummies naar zijn eigen huis.